# 有本観光バス

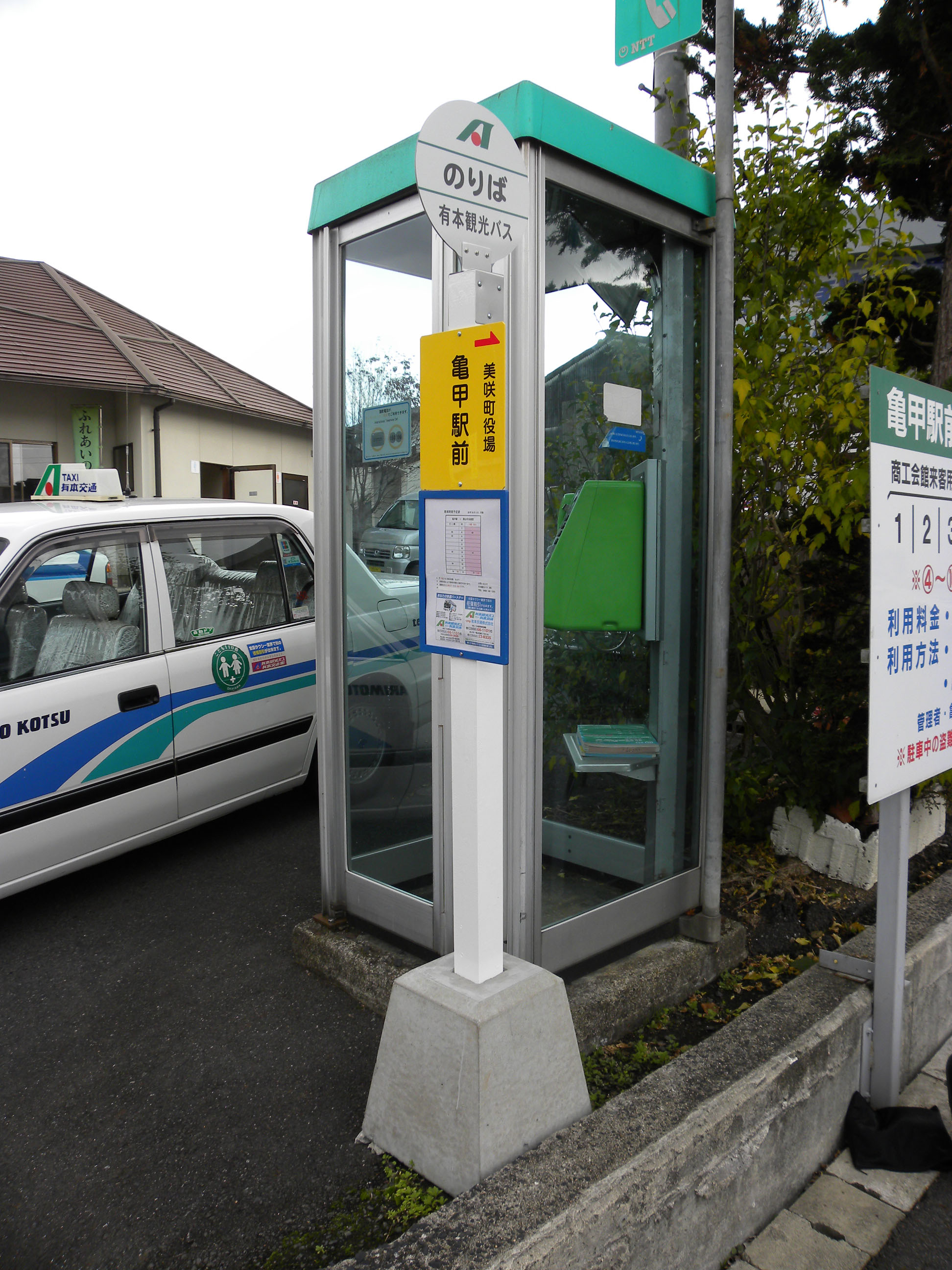
路線バスのバス停

有本観光バス株式会社（ありもとかんこうバス）は、岡山県久米郡美咲町に本社を置く貸切バス・タクシー事業者で、美咲町内で路線バスの運行やガソリンスタンドの運営も行っている。
本項では、関連会社の有本交通株式会社（ありもとこうつう）についても解説する。

## 沿革
- 1954年（昭和29年）6月10日 - 株式会社有本商事として設立。
- 1975年（昭和50年）4月3日 - 路線バスの運行を開始。（亀甲駅前 - 錦織間）
- 1981年（昭和56年）2月 - 商号を有本商事株式会社に変更。
- 1991年（平成3年）1月 - 商号を有本観光バス株式会社に変更。
- 2001年（平成13年）6月27日 - 有本観光バスの子会社として有本交通株式会社を設立。
- 2010年（平成22年）10月1日 - 路線バスが錦織 - 津山中央病院間路線延長。（CHUOかめっち。バス美咲町役場 - 津山中央病院間廃止の代替）[3]。
- 2013年（平成25年）4月1日 - 路線バスがイオン津山店前へ乗り入れを開始。
- 2020年（令和2年）10月1日 - 路線バスが津山第一病院へ乗り入れを開始。
- 2024年（令和6年）3月1日 - 津山市AIデマンド交通「のるイコつやま」（久米地域）の運行受託を開始[4]。

## 本社・営業所
- 本社営業所・ENEOS久米中央サービスステーション（ガソリンスタンド）
  - 岡山県久米郡美咲町錦織1358
- 津山営業所・津山旅行センター
  - 岡山県津山市南町1丁目102
- 久米営業所
  - 岡山県津山市南方中千代1696-1

## 路線バス
詳細な運行案内は、#外部リンクの有本観光バスを参照のこと。
（停留所名）は一部の便のみ停車。
亀甲・津山線
- 亀甲駅前 - 美咲町役場 - 美咲警察署前 - 坂口三叉路 - 錦織西交差点 - 三保公民館前 - 大久保記念碑 - ウエストランド - （津山第一病院） - 津山アルネ前 - （大手町 - 市役所西 - 市役所衆楽園前 - 津山東高校） - 津山中央病院 - イオン津山店前
- 亀甲駅前 - 美咲町役場 - 美咲警察署前 - 坂口三叉路 - 錦織西交差点 - 三保公民館前 - 大久保記念碑 - ウエストランド - （裁判所前 - 市役所西 - 市役所衆楽園前 - 津山東高校） - 津山中央病院
- 亀甲駅前 - 美咲町役場 - 美咲警察署前 - 坂口三叉路 - 錦織西交差点 - 三保公民館前 - 大久保記念碑 - ウエストランド - （裁判所前 - 市役所西 - 市役所衆楽園前） - 津山東高校
  - 運賃は200円均一。障害者・子供100円。
  - 平日4.5往復（津山行き5便（うち最終便は三保公民館前止め）、亀甲行き4便）。土曜日3.5往復（津山行き4便（うち最終便は三保公民館前止め）、亀甲行き3便）。休日は全便運休となる。
  - 美咲警察署前 - 三保公民館前 - 大久保記念碑間はフリー乗降区間となっている。
  - 大久保記念碑を除き、津山市内のみの利用はできない。

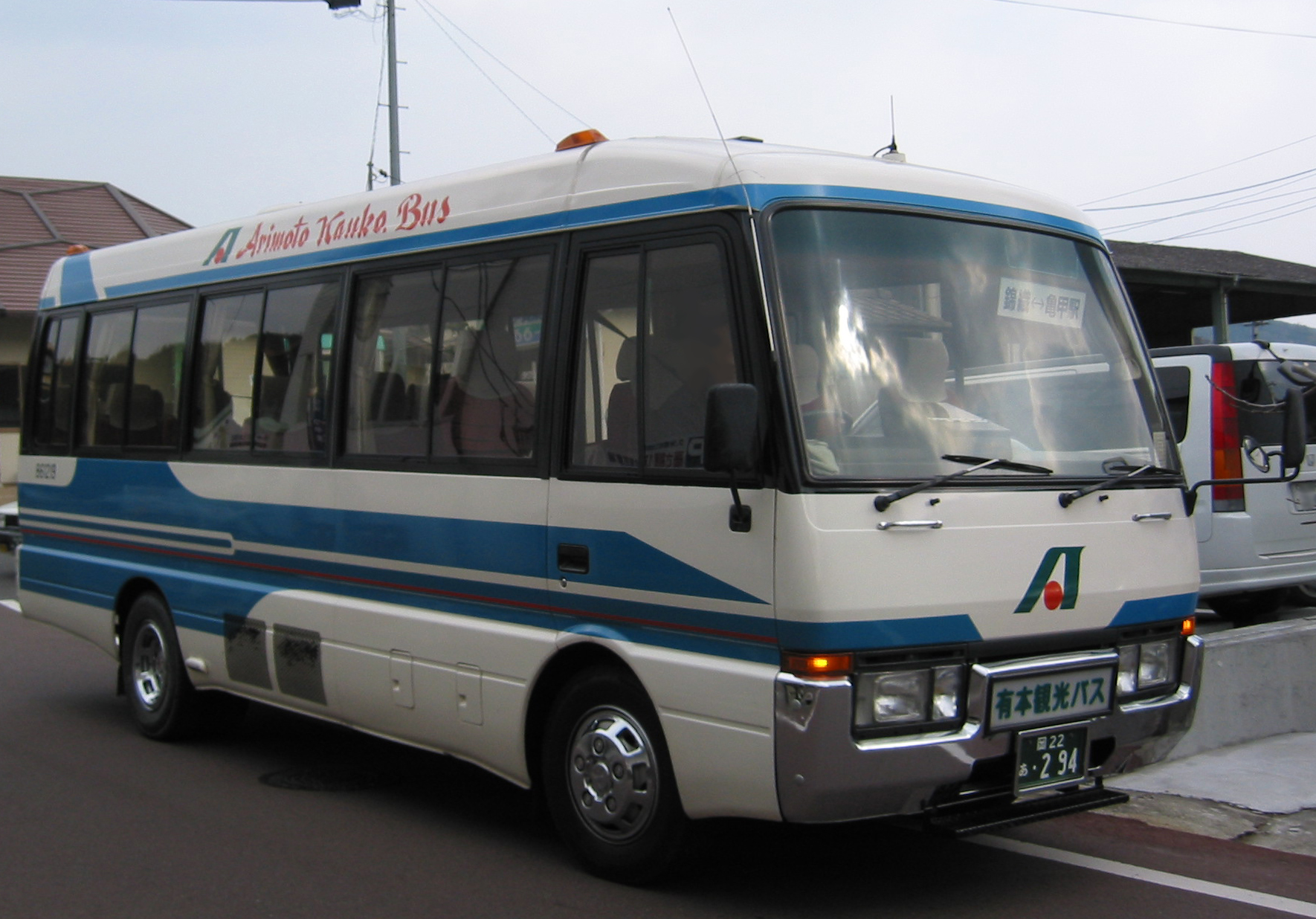
路線バスの車両（2005年当時）※現在は使用されていない

その他、あさひチェリーバス・柵原星のふる里バスを受託運行している。